# 蘇素
蘇素（西班牙語：Suso），全名赫苏斯·华金·费尔南德斯·萨恩斯·德拉托雷（西班牙語：Jesús Joaquín Fernández Sáenz de la Torre，1993年11月19日—），是西班牙職業足球運動員，司職右翼鋒，現效力於西乙球會卡迪斯，曾是西班牙國家足球隊成員。

## 俱樂部生涯
2010年，利物浦主教練贝尼特斯從西乙卡迪斯拓攬蘇素，加入利物浦青年軍。2012年首次英超亮相。其後被租借至阿爾梅里亞一個球季，最終於2015年加盟AC米兰。

### 塞維利亞
2020年12月22日，蘇索在客場1-0擊敗瓦倫西亞的比賽中踢進了自己正式在塞維利亞的第一個進球。

## 榮譽

### 球會
塞維利亞
- 欧足联欧洲联赛冠軍：2019-20、2022-23[4]賽季

### 國家隊
西班牙U19
- 歐洲U-19足球錦標賽：2012

## 外部連結
- Soccerway資料庫：蘇素
- 足球数据库：蘇素的球员统计数据
- LFC History Profile（页面存档备份，存于）
- ESPN Soccernet Profile Archive.today的存檔，存档日期2013-01-03